# Кућни пријатељ из прерије
Кућни пријатељ из прерије (енгл. „A Prairie Home Companion“) америчка је драма из 2006. године са ансамблском поделом улога. Ово је последњи филм режисера Роберта Алтмана.

## Радња
Популарна радијска музичка емисија је у великим проблемима, јер нови власници радио станице прете да ће укинути емисију, као и позориште у којем се снима. Током последњег емитовања емисије, међу учесницима се изненада појављују две непознате особе: девојка која теши публику и представник власника, који долази да провери да ли емотиву заиста треба поништити. Иако је свестан да је квалитетна, представник се уверава да је реч о старомодној емисији, али девојка сугерише другачији закључак...

## Улоге
| Глумац           | Улога          |
| ---------------- | -------------- |
| Мерил Стрип      | Јоланда Џонсон |
| Лили Томлин      | Ронда Џонсон   |
| Линдси Лохан     | Лола Џонсон    |
| Вуди Харелсон    | Дасти          |
| Џон Си Рајли     | Лефти          |
| Томи Ли Џоунс    | Ексмен         |
| Кевин Клајн      | Гај Нор        |
| Вирџинија Мадсен | „Опасна жена“  |